# Who Wants To Talk About Love
Who Wants to Talk About Love è il terzo album in studio della cantautrice britannica Jade Bird. È stato pubblicato il 18 luglio 2025 tramite l'etichetta Glassnote. L'album parla della rottura di Bird con la sua ex fidanzata ed ex compagno di band Luke Prosser. Bird ha pubblicato il singolo Who Wants estratto dall'album nel marzo 2025.

## Tracce
1. Stick Around
2. Nobody (Bird, Wells)
3. Who Wants (Bird)
4. Avalanche (Bird)
5. Dreams (Bird, Greg Kurstin)
6. Save Your Tears (Bird, Luke Prosser)
7. Glad You Did" (Bird)
8. How to Be Happy (Bird)
9. Einstein (Bird)
10. Somebody New (Bird, Wells)
11. Wish You Well (Bird, Jennifer Decilveo)